# Валтер IV фон Цимерн
Валтер IV фон Цимерн (на немски: Werner IV, Graf von Zimmern; †сл. 30 август 1290) е благородник, (граф?) от швабската фамилия Цимерн.
Той е син на (граф) Албрехт IV фон Цимерн († 1288/1289) и съпругата му фон Волфах, дъщеря на Фридрих (Фрайен) фон Волфах. Сестра му Аделхайд фон Цимерн († сл. 1293) е омъжена пр. 27 ноември 1289 г. за граф Еберхард I фон Лупфен-Щюлинген († сл. 1302).
Валтер IV фон Цимерн умира сл. 30 август 1290 г. и е погребан в Св. Георген. Син му Вернер V се ражда след това.
Фамилията е издигната след 1538 г. на графове фон Цимерн и изчезва по мъжка линия през 1594 г.

## Фамилия
Валтер IV фон Цимерн се жени за Анна фон Фалкенщайн, дъщеря на фрайхер Бертхолд фон Фалкенщайн-Рамщайн († сл. 1286) и Елизабет фон Фюрстенберг († сл. 1319). Те имат един син:
- Вернер V фон Цимерн, „постумус/Стари“ (* ок. 1290; † 23 април 1384, погребан в Мескирх), граф, господар на Мескирх, женен I. 1319 г. за Анна фон Рордорф/фон Валдбург († 1350), II. 1353 г. за Бригита фон Гунделфинген († 26 октомври 1400/22 април 1404, Зеедорф) и има три сина и дъщеря Анна